# Quận Smith, Texas
Quận Smith (tiếng Anh: Smith County) là một quận trong tiểu bang Texas, Hoa Kỳ. Quận lỵ đóng ở thành phố Smith6. Theo kết quả điều tra dân số năm 2000 của Cục điều tra dân số Hoa Kỳ, quận có dân số 198.705 người (năm 2007).